# La Puerta de Cabrera
La Puerta de Cabrera, fundada en 1939, es uno de las localidades en el municipio mexicano de Indé, en el estado de Durango. Se encuentra a una altura media de 1900 metros sobre el nivel del mar. En el año 2021, la localidad tenía una población de 317 habitantes y su densidad poblacional era de ocho personas por km².

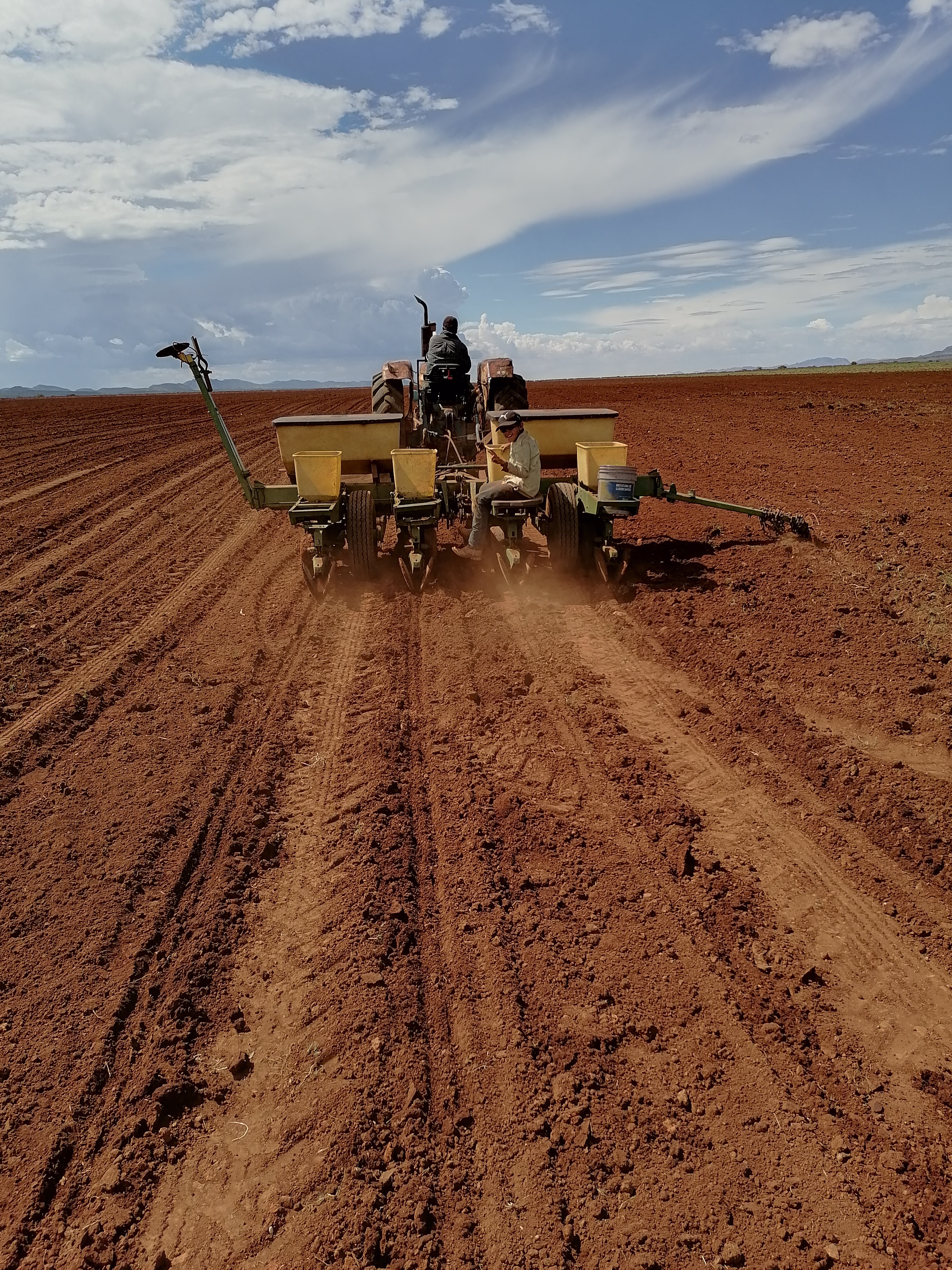
Siembra de frijol en La Puerta de Cabrera

Entre sus actividades económicas se encuentra la agricultura que representa un 70 % de la economía del lugar con más de 2000 hectáreas de siembra. Entre lo que se siembra esta concentrado entre frijol, maíz, avena, entre otros y es considerado por lugares cercanos como el «granero de la región» por su amplia producción de forrajes de alimentos para el ganado.